# Negenhoek

Regelmatige negenhoek.

Een negenhoek, enneagoon of nonagoon is een figuur met 9 hoeken en 9 zijden. Een regelmatige negenhoek is een regelmatige veelhoek met 9 hoeken van 140°.
De oppervlakte van een regelmatige negenhoek, met {\displaystyle a} de lengte van een zijde, is:
{\displaystyle {\frac {9}{4}}a^{2}\cot {\frac {\pi }{9}}\approx 6{,}18182\,a^{2}}